# Intolérance alimentaire
L'intolérance alimentaire est un terme utilisé pour une grande variété de réponses physiologiques associées à des aliments particuliers. À la différence de l'allergie alimentaire, elle implique le métabolisme, mais pas le système immunitaire.
L'intolérance alimentaire est une réaction négative, le plus souvent différée dans le temps, à un aliment, une boisson, ou un additif alimentaire. La différence par rapport à l'allergie alimentaire est l'absence d'IgE (Immunoglobuline E), une classe d'anticorps
capables de déclencher des réactions rares mais sévères.
L'intolérance alimentaire peut prendre plusieurs formes, dont:
- Intolérance au gluten
- Intolérance au lactose
- Intolérance au saccharose
- Malabsorption du fructose

## Symptômes
L'hypersensibilité alimentaire sans IgE est plus chronique, moins aigüe et plus difficile à diagnostiquer qu'une allergie alimentaire. Les symptômes sont très variables et peuvent être facilement confondus avec ceux de l'allergie. Alors que l'allergie est associée à de forts taux d'IgE, il peut être difficile de déterminer la cause exacte d'une intolérance car la réponse de l'organisme se déroule sur une période pouvant être prolongée dans le temps.
Les symptômes peuvent concerner la peau, les voies respiratoires, le système digestif, ou une combinaison quelconque des trois.
L'intolérance alimentaire peut être associée au syndrome du côlon irritable et aux maladies inflammatoires chroniques intestinales.

## Causes

### Composés chimiques
L'intolérance alimentaire peut être provoquée par des composés chimiques liés à de grandes variétés d'aliments, aussi bien d'origine animale que végétale, présents aussi dans les additifs, conservateurs, colorants et exhausteurs de goût. La sensibilité au salycilate est un exemple de ce type d'intolérance.

### Enzymes défaillantes ou mal tolérées
Certaines enzymes ne remplissent pas leur fonction digestive correctement (par exemple absence ou inhibition de la lactase, l'enzyme qui permet la digestion du lactose qui est le sucre du lait), tandis que d'autres sont ajoutées dans notre alimentation moderne (ex: les transglutaminases bactériennes) et nous nuisent : on parle alors d'intolérance enzymatique.

### Réponse immunologique
Certains aliments génèrent une production anormalement élevée d'anticorps de type IgG, laquelle provoque une inflammation anormale, source de pathologies diverses. L'intolérance se rapproche alors d'une allergie en ce sens que l'aliment sur-stimule le système immunitaire. Mais ce ne sont pas les mêmes anticorps qui sont en jeu (IgG pour les intolérances, IgE pour les allergies) : la vie du patient n'est pas en danger immédiat en cas d'intolérance (pas de risque de choc anaphylactique, en particulier).

## Diagnostic
Des tests d'intolérance alimentaire sont proposés par une quinzaine de laboratoires d’analyse high tech dans le monde dont quelques-uns sont situés en France. La validité et la pertinence de ces tests est néanmoins contestée[Par qui ?][source insuffisante]. Si ces analyses peuvent déclencher une prise de conscience de l'individu et de son entourage sur l'incidence de ce qui est mangé sur la santé et ouvrent la voie à une individualisation de l'alimentation en meilleure adéquation avec la bio-individualité de chacun, elles encourent en effet un certain nombre de reproches fondamentaux. Notamment, il faut noter que le rôle des IgG est encore très mal compris. Par ailleurs, les tests sont faits en général par mise en contact d'un peu de sang du patient avec des protéines de l'aliment pour lequel on suspecte une intolérance. Or, personne ne consomme cette protéine isolément, et l'on sait que ce qui est consommé avec ainsi que la qualité du tout a un rôle essentiel sur la digestion et donc la santé.

## Controverse
Certains médecins dont Jean-Pierre Willem (radié de l'Ordre des médecins en 1987) préconisent de mettre en contact les nourrissons avec un maximum d’aliments pour permettre à leur système immunitaire et digestif de les identifier dès le plus jeune âge ; une pratique controversée, risquant d'augmenter la probabilité de survenue de problèmes d'allergies alimentaires.